# Svømning under sommer-OL 2020 – 200 m fri (herrer)
200 m fri for herrer under Sommer-OL 2020 vil finde sted den 26. juli - 28. juli 2020.

## Medaljefordeling
| Medaljetagere                | Medaljetagere                 | Medaljetagere                 | Medaljetagere |
| ---------------------------- | ----------------------------- | ----------------------------- | ------------- |
| Guld                         | Sølv                          | Bronze                        |               |
| Thomas Dean · Storbritannien | Duncan Scott · Storbritannien | Fernando Scheffer · Brasilien |               |

## Turneringsformat
Konkurrencen bliver afviklet med indledende heats, semifinaler og finale. Efter de indledende heats går de 16 bedste tider videre til semifinalerne, hvor det bliver afgjort hvilke otte tider, der er de bedste. Disse går til finalen, hvor medaljerne bliver fordelt. 

## Tidsplan
Nedenstående tabel viser tidsplanen for afvikling af konkurrencen:
Alle tider er japansk standard tid (UTC+9)
| Dato                  | Tid   | Runde       |
| --------------------- | ----- | ----------- |
| Søndag 25. juli 2021  | 19:17 | Heats       |
| Mandag 26. juli 2021  | 10:37 | Semifinaler |
| Tirsday 27. juli 2021 | 10:43 | Finale      |

## Resultater

### Heats
| Placering | Heat | Bane | Svømmer             | Nation                    | Tid     | Noter  |
| --------- | ---- | ---- | ------------------- | ------------------------- | ------- | ------ |
| 1         | 3    | 5    | Hwang Sun-woo       | Sydkorea                  | 1:44.62 | Q, NR] |
| 2         | 4    | 2    | Fernando Scheffer   | Brasilien                 | 1:45.05 | Q, SA  |
| 3         | 3    | 4    | Thomas Dean         | Storbritannien            | 1:45.24 | Q      |
| 4         | 2    | 1    | David Popovici      | Rumænien                  | 1:45.32 | Q      |
| 5         | 4    | 4    | Duncan Scott        | Storbritannien            | 1:45.37 | Q      |
| 6         | 4    | 5    | Martin Malyutin     | Ruslands Olympiske Komité | 1:45.50 | Q      |
| 7         | 3    | 7    | Stefano Ballo       | Italien                   | 1:45.80 | Q      |
| 8         | 5    | 2    | Thomas Neill        | Australien                | 1:45.81 | Q      |
| 9         | 5    | 4    | Danas Rapšys        | Litauen                   | 1:45.84 | Q      |
| 10        | 3    | 6    | Townley Haas        | USA                       | 1:45.86 | Q      |
| 11        | 5    | 8    | Kregor Zirk         | Estland                   | 1:46.10 | Q, NR  |
| 12        | 3    | 1    | Nándor Németh       | Ungarn                    | 1:46.19 | Q      |
| 13        | 5    | 3    | Kieran Smith        | USA                       | 1:46.20 | Q      |
| 14        | 2    | 3    | Velimir Stjepanović | Serbien                   | 1:46.26 | Q      |
| 15        | 3    | 2    | Antonio Djakovic    | Schweiz                   | 1:46.37 | Q      |
| 16        | 4    | 1    | Stefano Di Cola     | Italien                   | 1:46.67 | Q      |
| 17        | 5    | 5    | Katsuhiro Matsumoto | Japan                     | 1:46.69 | WSO    |
| 17        | 5    | 7    | Lukas Märtens       | Tyskland                  | 1:46.69 | LSO    |
| 19        | 2    | 5    | Jacob Heidtmann     | Tyskland                  | 1:46.73 |        |
| 20        | 4    | 8    | Jordan Pothain      | Frankrig                  | 1:46.75 |        |
| 21        | 4    | 3    | Ji Xinjie           | Kina                      | 1:46.86 |        |
| 22        | 5    | 6    | Elijah Winnington   | Australien                | 1:46.99 |        |
| 23        | 4    | 7    | Robin Hanson        | Sverige                   | 1:47.02 |        |
| 24        | 3    | 3    | Ivan Girev          | Ruslands Olympiske Komité | 1:47.11 |        |
| 24        | 5    | 1    | Murilo Sartori      | Brasilien                 | 1:47.11 |        |
| 26        | 2    | 8    | Alexei Sancov       | Moldova                   | 1:47.46 |        |
| 27        | 2    | 4    | Denis Loktev        | Israel                    | 1:47.68 |        |
| 28        | 3    | 8    | Jonathan Atsu       | Frankrig                  | 1:47.75 |        |
| 29        | 2    | 7    | Alex Sobers         | Barbados                  | 1:48.09 | NR     |
| 30        | 4    | 6    | Dominik Kozma       | Ungarn                    | 1:48.87 |        |
| 31        | 1    | 6    | Dimitrios Markos    | Grækenland                | 1:49.16 |        |
| 32        | 2    | 2    | Welson Sim          | Malaysia                  | 1:49.24 |        |
| 33        | 1    | 5    | Mikel Schreuders    | Aruba                     | 1:49.43 |        |
| 34        | 2    | 6    | Baturalp Ünlü       | Tyrkiet                   | 1:49.75 |        |
| 35        | 1    | 3    | Joaquín Vargas      | Peru                      | 1:49.93 | NR     |
| 36        | 1    | 2    | Mokhtar Al-Yamani   | Yemen                     | 1:49.97 |        |
| 37        | 1    | 4    | Wesley Roberts      | Cookøerne                 | 1:50.41 |        |
| 38        | 1    | 7    | James Freeman       | Botswana                  | 1:52.87 |        |
| 39        | 1    | 1    | Audai Hassouna      | Libyen                    | 1:56.27 | NR     |

Swim-off
| Placering | Bane | Svømmer             | Nation   | Tid     | Noter |
| --------- | ---- | ------------------- | -------- | ------- | ----- |
| 1         | 4    | Katsuhiro Matsumoto | Japan    | 1:46.06 |       |
| 2         | 5    | Lukas Märtens       | Tyskland | 1:46.40 |       |

### Semifinaler
| Placering | Heat | Bane | Svømmer             | Nation                    | Tid     | Noter |
| --------- | ---- | ---- | ------------------- | ------------------------- | ------- | ----- |
| 1         | 2    | 3    | Duncan Scott        | Storbritannien            | 1:44.60 | Q     |
| 2         | 2    | 1    | Kieran Smith        | USA                       | 1:45.07 | Q     |
| 3         | 2    | 2    | Danas Rapšys        | Litauen                   | 1:45.32 | Q     |
| 4         | 2    | 5    | Thomas Dean         | Storbritannien            | 1:45.34 | Q     |
| 5         | 1    | 3    | Martin Malyutin     | Ruslands Olympiske Komité | 1:45.45 | Q     |
| 6         | 2    | 4    | Hwang Sun-woo       | Sydkorea                  | 1:45.53 | Q     |
| 7         | 1    | 5    | David Popovici      | Rumænien                  | 1:45.68 | Q     |
| 8         | 1    | 4    | Fernando Scheffer   | Brasilien                 | 1:45.71 | Q     |
| 9         | 1    | 6    | Thomas Neill        | Australien                | 1:45.74 |       |
| 10        | 2    | 6    | Stefano Ballo       | Italien                   | 1:45.84 |       |
| 11        | 2    | 8    | Antonio Djakovic    | Schweiz                   | 1:45.92 |       |
| 12        | 1    | 2    | Townley Haas        | USA                       | 1:46.07 |       |
| 13        | 2    | 7    | Kregor Zirk         | Estland                   | 1:46.67 |       |
| 14        | 1    | 8    | Stefano Di Cola     | Italien                   | 1:47.19 |       |
| 15        | 1    | 7    | Nándor Németh       | Ungarn                    | 1:47.20 |       |
| 16        | 1    | 1    | Velimir Stjepanović | Serbien                   | 1:47.62 |       |

### Finale
| Placering | Bane | Svømmer           | Nation                    | Tid     | Noter   |
| --------- | ---- | ----------------- | ------------------------- | ------- | ------- |
| 1         | 6    | Thomas Dean       | Storbritannien            | 1:44.22 | NR      |
| 2         | 4    | Duncan Scott      | Storbritannien            | 1:44.26 |         |
| 3         | 8    | Fernando Scheffer | Brasilien                 | 1:44.66 | SA      |
| 4         | 1    | David Popovici    | Rumænien                  | 1:44.68 | NR, JWR |
| 5         | 2    | Martin Malyutin   | Ruslands Olympiske Komité | 1:45.01 |         |
| 6         | 5    | Kieran Smith      | USA                       | 1:45.12 |         |
| 7         | 7    | Hwang Sun-woo     | Sydkorea                  | 1:45.26 |         |
| 8         | 3    | Danas Rapšys      | Litauen                   | 1:45.78 |         |